# Kothur, Bangarapet
Kothur là một làng thuộc tehsil Bangarapet, huyện Kolar, bang Karnataka, Ấn Độ.